# Machipanda
Machipanda és una vila i posto de Moçambic, situat a la província de Manica. El 2007 tenia 13.742 habitants. Hi ha una terminal del CFM Centro que enllaça el port de Beira a Moçambic amb Zimbabwe.